# Nectamia annularis
Nectamia annularis är en fiskart som först beskrevs av Eduard Rüppell 1829.  Nectamia annularis ingår i släktet Nectamia och familjen Apogonidae. IUCN kategoriserar arten globalt som livskraftig. Inga underarter finns listade i Catalogue of Life.